# Глен Гулд
Глен Гулд (на английски: Glenn Gould) е канадски класически пианист – сред най-ярките на ХХ век, композитор и радиоводещ.
Като инструменталист е известен с изключителната си техничност, както и особено с ексцентричния си характер. В съзнанието на публиката Гулд е възприеман като най-добрия изпълнител на пиесите на Йохан Себастиан Бах. И макар че заемат голяма част от неговото творчество, той изпълнява и множество творби на други автори от различни стилове и епохи:
- от викторианската музика (Бърд, Гибънс),
- през виенската класика и романтизма (Хайдн, Моцарт, Бетховен, Шуберт, Шуман, Григ, Сибелиус),
- до автори от новото време като Рихард Щраус, Паул Хиндемит, Албан Берг и Арнолд Шьонберг.

Освен неговите солови изпълнения са прочути още и дуетите му с музиканти като Йехуди Менухин и Елизабет Шварцкопф. Работил е с диригенти от ранга на Леополд Стоковски и Ленард Бърнстейн.

## Биография
Глен Гулд е роден в семейството на потомствени музиканти. Майка му Ема е племенница на прочутия норвежки композитор Едвард Григ. Започва да учи пиано от малък, а към пълнолетието си вече има световната слава на пианист-виртуоз. Спечелва призовите места на множество международни конкурси, но след 8-годишна успешна концертна дейност, Глен Гулд внезапно се отказва от концертна дейност. „Аз не искам да се състезавам със 17-годишни абитуриенти, които със сигурност свирят по-добре от мен. Защото музиката не е въпрос на състезание, а е въпрос на любов“, твърди той, като допълва, че според него повечето хора посещават концерти, за да чуят нещо познато. Докато той искал всяка среща с дадено произведение да е уникална. И действително, от многобройните записи, които е правил, е записал втори път единствено „Голдберг вариации“ на Йохан Себастиан Бах. Всъщност двата записа на вариациите отбелязват началото и края на кариерата му. Първият мащабен запис е именно на това произведение, последният – също. Скоро, след като записва за втори път „Голдберг вариации“ на Бах, на 4 октомври 1982 Гулд умира. След смъртта му редица музиканти се обявяват за негови последователи и го обявяват едва ли не за музикален пророк.

### Личност
Ексцентричността на Гулд е пословична. В ранните си години например, той смята, че за всяко отделно произведение му трябва отделен роял. Впоследствие се отказва от тази своя прищявка, но неизменно носи със себе си на всеки концерт ниското столче, което някога е сковал баща му. (Днес то се пази под кристален похлупак в Националната библиотека на Канада в Торонто). На журналистически въпрос отговаря: „Най-много обичам бира, картофки и куче порода коли. В предишния си живот съм бил куче коли“. Страхува се от студа, дори в топлите дни не се разделя с палтото и ръкавиците си.

### Музика
За изпълненията на Гулд е характерна чистота и педантична точност, но в същото време и свободна разработка на интерпретацията, особено що се отнася до темпото и агогиката. Освен пълното изпълнение на творчеството на Бах, Гулд записва всички сонати и фантазии от Моцарт и повечето му концерти – самият Гулд се изказва скептично относно Моцарт). Петте концерта на Бетховен, интегралното изпълнение на неговите сонати, а също клавирната преработка на бетховеновите симфонии, са друг връх в творчеството на Гулд. Знаменити са интерпретациите му на Шуберт, Брамс, Григ, Сибелиус, Шьонберг, клавирните преработки на оперите на Вагнер.
Гулд се изявява и като композитор – пише струнни квартети, вокални фуги, клавирни творби. Един от най-добрите интерпретатори на клавирното творчество на Гулд е Емил Наумов.
Глен Гулд води предавания по радиото, участва в образователни филми.

## Награди
Приживе Гулд получава награда „Грами“, а посмъртно са му присъдени още 3. На негово име е учреден конкурс за пианисти, който се провежда веднъж на 3 години.